# Flugplatz Hoogeveen

i8
i11
i13
Der Flugplatz Hoogeveen (niederländisch Vliegveld Hoogeveen, ICAO-Code: EHHO) ist ein kleiner Flugplatz am Rande der niederländischen Stadt Hoogeveen. Der Flugplatz wird hauptsächlich für Freizeitzwecke, zum Segelfliegen, zum Fallschirmspringen, für Rundflüge und für Geschäftsflüge genutzt.

## Start- und Landebahnen
Der Hoogeveener Flugplatz besitzt die folgende Start- und Landebahn:
- Bahn 10-28: Diese Grasbahn ist etwa 1100 Meter lang und damit die längste Grasbahn in den Niederlanden.[1]

## Besonderheiten
Der ICAO-Code lautet EHHO.
Das Fortbestehen des Flughafens hing 2002 und 2003 an einem seidenen Faden. Der Erbpachtvertrag läuft 2013 ab und der Stadtrat hat ausgiebig diskutiert, ob der Flughafen nach 2013 weiter existieren soll. Befürworter bemerkten, dass der Flughafen eine der wenigen Graspisten in der Umgebung sei und dass der Flughafen positive Auswirkungen auf den Tourismus habe. Die Gruppe der Flughafengegner bestand vor allem aus Bewohnern von Häusern in Flughafennähe, welche sich über den Lärm beschwert hatten. Ein Umzug des Flughafens wurde ebenfalls diskutiert, stellte sich aber als nicht durchführbar heraus. Schließlich wurde der Pachtvertrag verlängert, allerdings zu marktnahen Konditionen und nicht wie zuvor für eine symbolische Pacht. Ende 2014 trat der Stiftungsvorstand aus Protest gegen die Höhe der Pacht geschlossen zurück.

## Kommunikation
- Hoogeveen INFO: 127,35 MHz